# In den Gängen
In den Gängen é um filme de drama alemão de 2018 dirigido e escrito por Thomas Stuber. Estrelado por Franz Rogowski, estreou no Festival Internacional de Cinema de Berlim em 23 de fevereiro.

## Elenco
- Franz Rogowski - Christian
- Sandra Hüller - Marion
- Peter Kurth - Bruno
- Henning Peker - Wolfgang